# Izidor Gross
Izidor Gross (Kislőd, 1860. június 25. – Jasenovaci koncentrációs tábor, 1942.) magyarországi származású horvát sakknagymester és zsinagógai kántor.

## Élete és pályafutása
Gross zsidó családban született Kislődön 1860. június 25-én. 1891-ben a horvátországi Károlyvárosban telepedett le, ahol a zsinagógában szolgált kántorként. A károlyvárosi zsidó közösségben végzett munkája mellett Gross lelkes sakkmester, a sakkproblémák és a sakkjáték figyelemre méltó szakírója volt. 1908-ban a károlyvárosi sakkegyesület, 1912-ben pedig a horvát sakkszövetség egyik alapítója volt. Különböző hazai és külföldi folyóiratokban és újságokban publikált sakkproblémákkal kapcsolatos cikkeket. 1909-ben kiadott egy „Šahovska abeceda” (Sakk ábécé) című könyvet. Gross 1912-ben Károlyvárosban rendezte meg a Balkán első nemzetközi sakkversenyét.  A Független Horvát Állam megalakulása után letartóztatták és a jasenovaci koncentrációs táborba deportálták, ahol 1942-ben a holokauszt idején. fiával, Hermannal és menyével, Juliával együtt megölték.

## Művei
- Rochade und Notation bei Ibn Esra, Druck von T. Schatzky, Breslau (1900)
- Povijest šaha, Knjigotiskara M. Fogina, Karlovac (1912)
- Problemi Karlovačkog medunarodnog šahovskog turnira, Knjigotiskara Dragutina Hauptfelda, Karlovac (1913)
- Šahovska abeceda, Knjižara St. Kugli, Zagreb (1923)
- 150 izabranih problema, Knjigotiskara M. Fogina, Karlovac (1936)
- Humorističke crtice iz jevrejskog života, Knjigotiskara M. Fogina, Karlovac (1938)

## Fordítás
Ez a szócikk részben vagy egészben  az   Izidor Gross című angol Wikipédia-szócikk ezen változatának fordításán alapul.  Az eredeti cikk szerkesztőit annak laptörténete sorolja fel. Ez a jelzés csupán a megfogalmazás eredetét és a szerzői jogokat jelzi, nem szolgál a cikkben szereplő információk forrásmegjelöléseként.